# Warbus
Warbus (também conhecido como War Bus) é uma co-produção internacional entre Itália e a Filipinas com direção de Ferdinando Baldi sob o pseudônimo Ted Kaplan. O filme de ação foi lançado em 1985.

## Premissa
Durante a Guerra do Vietnã, três soldados estão escoltando um antigo ônibus escolar que está transportando um grupo de missionários. Ao se verem completamente cercados pelas forças inimigas, os heróis têm uma única chance: fazer o veículo alcançar uma antiga base militar, onde eles podem chamar o resgate.

## Elenco
- Daniel Stephen como Sgt. Dixie
- Romano Kristoff como Gus
- Urs Althaus como Ben
- Gwendolyn Hung como Anne
- Ernie Zarate como Major Kutran
- Don Gordon Bell como Ronnie
- Zeny R. Williams
- Josephine Sylva

## Lançamento
O filme foi lançado em Portugal em 25 de março de 1985.